# Марк Луцилий Пет
Марк Луцилий Пет (на латински: Marcus Lucilius Paetus) е римски офицер по времето на император Октавиан Август.
Произлиза от фамилия Луцилии, син на Марк, от конническото съсловие и служи като военен трибун по времето на Август. Брат е на Луцилия Пола, за която вероятно през 1 век построява гробница-мавзолей, открита през 1885 г. Фамилният мавзолей се намира в Рим, близо до Villa Albani на Via Salaria 125 б. Гробницата е направена от мрамор и е висока 17 метра, с диаметър от 34 м. В гробницата са поставени бюстовете на Луцилий и на сестра му. На пет-метровия дълъг надпис са написани неговите военни функции:
| „ | V(ivit) M(arcus) Lucilius M(arci) f(ilius) Sca(ptia) Paetus trib(unus) milit(um) praef(ectus) fabr(um) praef(ectus) equit(um). Lucilia M(arci) f(ilia) Polla soror. По време на живота. Марк Луцилий Пет, син на Марк, от Tribus Scaptia, военен трибун, praefectus fabrum, префект на конницата. Луцилия Пола, дъщеря на Марк, негова сестра. | “ |

През Адриановото време гробът е затрупан с огромни земни маси. През 4 век се използва като християнско гробно място, което е опустошено през Ранното средновековие.